# Raport z Europy
Raport z Europy (ang. Europa Report) – amerykański film fantastycznonaukowy z 2013 roku w reżyserii Sebastiána Cordero.

## Fabuła
Film opowiada o pierwszej załogowej wyprawie na księżyc Jowisza Europę. Gdy bezzałogowa sonda przekazuje dane mogące świadczyć, że na Europie może istnieć życie, z Ziemi wyrusza sześcioosobowa wyprawa badawcza. Pomimo awarii, braku łączności z Ziemią i śmierci jednego z astronautów wyprawa dociera na miejsce i rozpoczyna badania, przewierca pokrywę lodową i spuszcza do znajdującego się pod nią oceanu  pływającą sondę, z którą wkrótce traci łączność. 

## Obsada
- Sharlto Copley jako James Corrigan
- Michael Nyqvist jako Andrei Blok
- Anamaria Marinca jako Rosa Dasque
- Daniel Wu jako William Xu
- Christian Camargo jako dr Daniel Luxembourg
- Karolina Wydra jako dr Katya Petrovna
- Isiah Whitlock Jr. jako dr Tarik Pamuk
- Embeth Davidtz jako dr Samantha Unger
- Dan Fogler jako dr Sokolov

## Produkcja
Film nakręcony w konwencji found footage. Jego budżet wyniósł poniżej 10 milionów dolarów, a zyski wyniosły 125 687 dolarów.

## Nagrody
Na Trieste Science+Fiction Festival film zdobył Asteroid Award w kategorii najlepszy film, w tej samej kategorii był nominowany na festiwalu filmowym  w Sitges. Był też nominowany do Ray Bradbury Award (nagrody Science Fiction and Fantasy Writers of America) w kategoriach reżyseria i scenariusz.